# Дондыкар (деревня)
Дондыкар — деревня в Глазовском районе Удмуртии, в составе Верхнебогатырского сельского поселения.

## География
Деревня расположена на высоте 205 м над уровнем моря.
Улицы:
- Заречная
- Мира
- Новая
- Первомайская
- Полевая
- Школьная
- Школьный переулок

## Население
| 2010 | 2012 |
| ---- | ---- |
| 259  | ↘249 |

Численность постоянного населения деревни составляет 341 человек (2007). В деревне действует средняя школа.